# أتسوهيرو إيواإي
أَتسوهيرو إيواإي (باليابانية: 岩井 厚裕) (مواليد 31 يناير 1967)، هو لاعب كرة قدم ياباني سابق كان يلعب كمدافع.

## وصلات خارجية
- أتسوهيرو إيواإي على موقع رابطة كرة القدم اليابانية للمحترفين (اليابانية)
- أتسوهيرو إيواإي على موقع عالم كرة القدم.نت (الإنجليزية)